# José Domingo Ramírez Garrido
José Domingo Ramírez Garrido (Macuspana, Tabasco, 2 de agosto de 1888 - Ciudad de México, 13 de febrero de 1958) fue un militar mexicano, que participó en la Revolución mexicana en Tabasco. Hermano del General de Brigada José Calixto Nicolás Ramírez Garrido. 
Inicialmente se dedicó al periodismo, área en la que destacó como fundador de diario El Siglo Nuevo. Adepto desde joven a las ideas de los hermanos Flores Magón, se unió al movimiento maderista durante toda su duración. Incluso, gracias a su actividad periodística, denunció el cuartelazo que organizaba Victoriano Huerta, pero el presidente Madero no tomó en cuenta esa información. Los asesinatos de Madero y Pino Suárez lo obligaron a huir hacia su natal Tabasco, en donde formó parte del grupo de revolucionarios de la Chontalpa. Falleció en la Ciudad de México el 13 de febrero de 1958.

## Sus primeros estudios
Ramírez Garrido fue una de las figuras más notables de la Revolución mexicana en Tabasco. Nacido en el municipio de Macuspana, en el estado mexicano de Tabasco el 2 de agosto de 1888, realizó sus primeros estudios en Tabasco y en Campeche, sin embargo, en 1908 se trasladó a la Ciudad de México para inscribirse en la Escuela Magistral de Esgrima y Gimnasia, y para también, dedicarse al periodismo, actividad en la que destacó como fundador del periódico El Siglo Nuevo, y como redactor en los diários Regeneración y El Hijo del Ahuizote. También dirigió el periódico El Rebelde y fue subdirector de El Defensor del Pueblo.

## Su participación en la Revolución
Adepto desde muy joven a las ideas de los hermanos Flores Magón, José Domingo Ramírez Garrido se unió al movimiento maderista durante todos los años de su duración. Incluso, sus actividades periodísticas, le permitieron denunciar el cuartelazo que organizaba Victoriano Huerta para usurpar el poder, pero el presidente Francisco I. Madero no tomó en cuenta esa información.
Los posteriores asesinatos de Francisco I. Madero y José María Pino Suárez lo obligaron a huir de la Ciudad de México hacia su natal Tabasco. Ahí, forma parte del contingente revolucionario de la Chontalpa con el grado de "Mayor". El 13 de septiembre de 1913 entró en San Juan Bautista junto con el triunfante Ejército Constitucionalista a cuya cabeza iba el general Carlos Greene.

## Incursión en la política
Una vez finalizada la Revolución mexicana, José Domingo Ramírez Garrido ocupó varios cargos públicos entre los que destacan: subsecretario de Gobierno en Tabasco, inspector general de la Policía de la Ciudad de México, director del Colegio Militar, y jefe de la Zona Militar en Tabasco. 
Como diplomático fue ministro plenipotenciario de la Legación de México en Bogotá, Colombia a finales de la década de los 40s durante el gobierno de Lázaro Cárdenas del Río y participó de la entrega de la escultura de Benito Juárez que el gobierno mexicano entregó a Bogotá con motivo de su cuarto centenario de fundación en 1938.

## Sus obras
En el plano periodístico y literario, Ramírez Garrido continuó con su afición y su labor comunicativa al fundar un periódico más: La Revolución Mexicana. Publicó además diversos ensayos artículos como: Diccionario Tabasqueño y Desde la Tribuna Roja entre otros.
José Domingo Ramírez Garrido, falleció el 13 de febrero de 1958, en la Ciudad de México en plena actividad como Director del Archivo de Historia de la Secretaría de la Defensa Nacional. Su nombre está escrito en el "Muro de Honor del Estado de Tabasco" en la ciudad de Villahermosa.